# Viktar Rapinski
Viktar Rapinski (Wit-Russisch: Віктар Рапінскі, Russisch: Виктор Рапинский) (17 juni 1981) is een Wit-Russisch voormalig wielrenner.

## Belangrijkste overwinningen
1999
- Wit-Russisch kampioen individuele tijdrit op de weg, Elite

2000
- Wit-Russisch kampioen individuele tijdrit op de weg, Elite

2001
- Wit-Russisch kampioen individuele tijdrit op de weg, Elite

2002
- 1e etappe International Cycling Classic
- 3e etappe International Cycling Classic
- 5e etappe International Cycling Classic
- 9e etappe International Cycling Classic
- 14e etappe International Cycling Classic
- Eindklassement International Cycling Classic

## Tourdeelnames
geen